# Waltzing Matilda
Waltzing Matilda je narodna pjesma iz Australije, koja se smatra neslužbenom australijskom himnom. Tekst je napisao pjesnik Banjo Paterson 1895. za melodiju koji se malo razlikuje od melodije koja se danas koristi.
Pjesma govori o nadničaru, tzv. "swagmanu", koji je za poslom išao s farme na farmu. Zavežljaj koji nosi na leđima popularno je nazivan  "Matilda". Sjedi pored vodotoka i kuha vodu kad ovca dođe na pojilo. Muškarac uzima ovcu, ali otkrivaju ga vlasnik ovce i tri policajca. Umjesto da bude uhićen zbog krađe, zločin kažnjavan vješanjem, čovjek se rađe utapa u potoku i od tada se njegov duh pojavljuje tu.

## Tekst pjesme
Once a jolly swagman camped by a billabong,

Under the shade of a coolibah tree,

And he sang as he watched and waited till his billy boiled,

You’ll come a-Waltzing Matilda with me.

Waltzing Matilda, Waltzing Matilda,

You’ll come a-Waltzing Matilda with me,

And he sang as he watched and waited till his billy boiled,

You’ll come a-Waltzing Matilda with me.

Down came a jumbuck to drink at the billabong,

Up jumped the swagman and grabbed him with glee,

And he sang as he stowed that jumbuck in his tucker bag,

You’ll come a-Waltzing Matilda with me.

Waltzing Matilda, Waltzing Matilda

You’ll come a-Waltzing Matilda with me

And he sang as he stowed that jumbuck in his tucker bag,

You’ll come a-Waltzing Matilda with me.

Up came the squatter mounted on his thoroughbred,

Up came the troopers, one, two, three,

Where’s that jolly jumbuck you’ve got in your tucker bag?

You’ll come a-Waltzing Matilda with me.

Waltzing Matilda, Waltzing Matilda,

You’ll come a-Waltzing Matilda with me

Where’s that jolly jumbuck you’ve got in your tucker bag?

You’ll come a-Waltzing Matilda with me.

Up jumped the swagman and sprang into the billabong,

You’ll never take me alive, said he,

And his ghost may be heard as you pass by that billabong,

You’ll come a-Waltzing Matilda with me.

Waltzing Matilda, Waltzing Matilda,

You’ll come a-Waltzing Matilda with me,

And his ghost may be heard as you pass by that billabong,

You’ll come a-Waltzing Matilda with me.